# Лангано
Лангано (Лангана; оромо Hora Langaanoo, амх. ላንጋኖ ሐይቅ) — озеро в Эфиопии в регионе Оромия. Находится ровно в 200 километрах по дороге к югу от столицы Аддис-Абебы, на границе между зоной Восточная Шева и зоной Арси. Расположено на высоте 1586 метров над уровнем моря к востоку от озера Абията в Восточно-Африканской рифтовой долине.

## Обзор

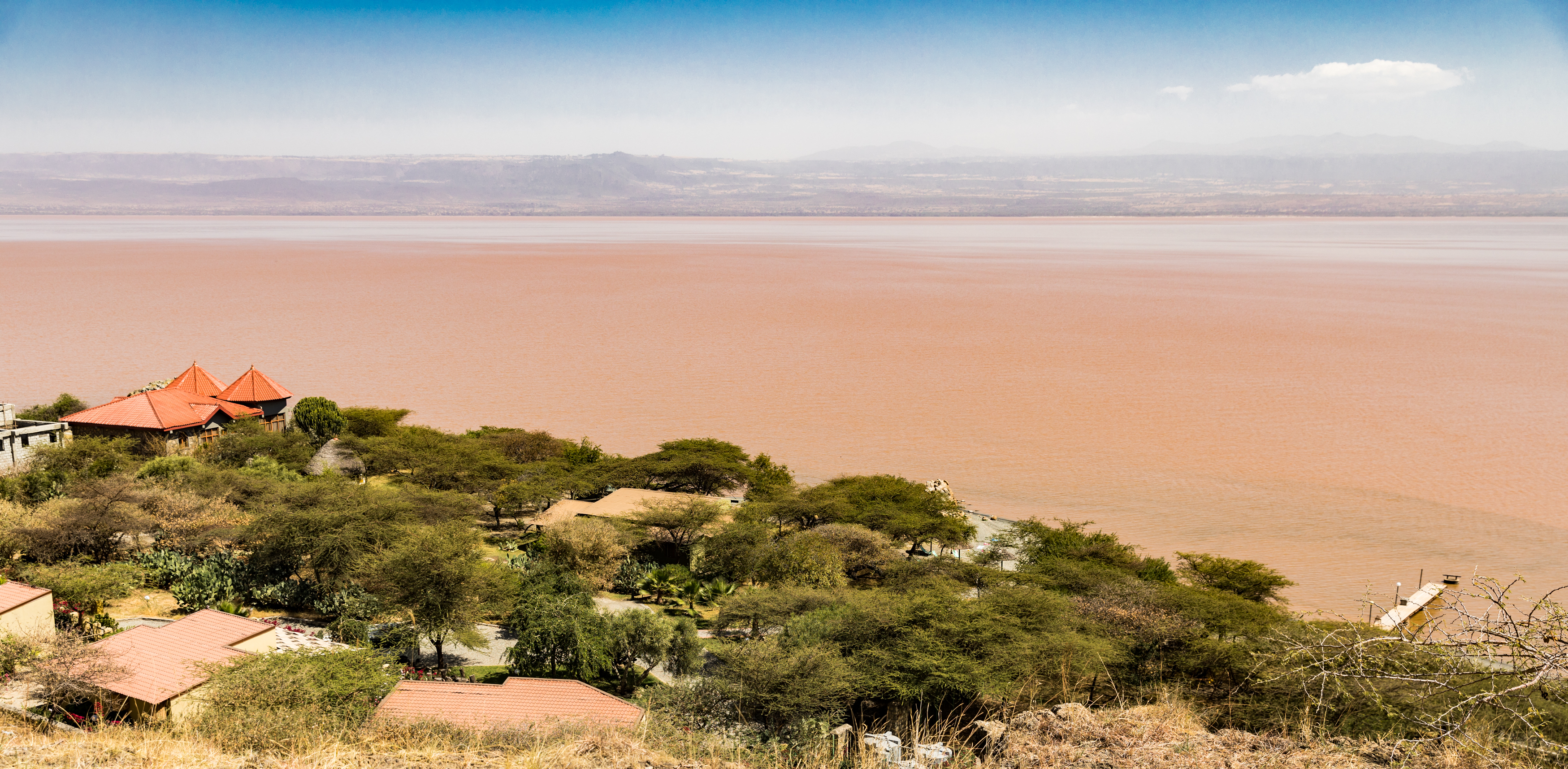
Озеро Лангано

Согласно данным, опубликованным Центральным статистическим агентством, длина озера Лангано составляет 18 километров, ширина — 16 километров, площадь поверхности — 230 квадратных километров, максимальная глубина — 46 метров. Площадь водосбора озера составляет 1600 квадратных километров. Из него вытекает река Хора-Калло, впадающая в соседнее озеро Абията.
Два землетрясения имели свой эпицентр вблизи этого озера, первое в 1906 году (магнитуда 6,8 по шкале Рихтера), а второе в 1985 году (магнитуда 6,2). После землетрясения 1906 года на острове Эдо-Лаки в северной части озера образовался гейзер высотой 25-30 м. Гейзер исчез около 1966—1970 годов, оставив после себя горячий источник.